# 卡塞基
卡塞基是巴西南大河州的一个市镇。总面积2370.016平方公里，总人口13630人，人口密度5.8人/平方公里。